# HiZ-GUNDAM
HiZ-GUNDAM（High-z Gamma-ray bursts for Unraveling the Dark Ages Mission、ガンマ線バーストを用いた初期宇宙探査計画）は、宇宙最大規模の爆発現象であるガンマ線バースト (GRB) を利用して、初期宇宙を探査することを目的としたミッション、および小型科学衛星の名称。宇宙航空研究開発機構 (JAXA) 宇宙科学研究所 (ISAS) の公募型小型計画候補の1つ。

## 概要
搭載した広範囲X線モニターでGRBを検出すると、対象天体の方向へ自律制御で姿勢変更し、検出の約300秒後から可視光・近赤外線望遠鏡で残光やキロノヴァを追観測を開始する。そして検出から1時間以内に、測光観測で得られた対象天体の詳細な方向、測光赤方偏移、明るさの情報を研究者に通報し、1時間半以内に地上の大型望遠鏡による詳細な分光観測を可能とする。
X線宇宙望遠鏡によるGRB検出で速やかに可視光・近赤外線での分光観測を行うというアイデアは2009年頃から検討されており、当時は複数の人工衛星でコンステレーションを組む案なども検討された。2012年には、「X線モニターと可視光・近赤外線望遠鏡を搭載した小型衛星」という現在の形でISASにワーキンググループ設立が申請され、これが認められた。2015年には、高エネルギー宇宙物理学連絡会（高宇連）と光学赤外線天文連絡会（光赤天連）の双方に「分野横断型プロジェクト合同検討委員会」が設置され、X線天文学と可視光・赤外線天文学の異なる分野に跨るプロジェクトとして検討されている。
2018年1月には、JAXA公募型小型衛星の候補としてミッションコンセプトを提案、2018年7月に宇宙理工学委員会の評価小委員会による審査で採択された。これを受け、ISASはプリフェーズ A1b（アイデア実現加速プロセス）に進める衛星計画に決定。2019年5月に公募型小型3号機には小型JASMINE、2020年4月にSolar-C_EUVSTが公募型小型4号機に選定されたため、HiZ-GUNDAMは公募型小型5号機での選定、2029年頃の打ち上げを目指して活動を継続している。

## 科学目的

### 初期宇宙探査
赤方偏移 (z) が7を超える宇宙は、誕生から10億年も経っていない初期の宇宙である。この時代の宇宙は、初代星、宇宙の再電離、重元素合成、宇宙最初のブラックホールの誕生などの重要課題が多いが、2020年代においても初代星とされる種族IIIの天体からの直接の放射を観測できるのはGRBのみである。GRBを検出した後、素早く近赤外線で測光観測して高赤方偏移GRBをいち早く特定し、残光が明るいうちに地上の大型望遠鏡を用いた詳細な分光観測をすることで、初期宇宙の物理状態の解明を目指す。

### 極限時空環境の理解
2017年8月17日に観測された重力波GW170817のイベントにおいては、ガンマ線バーストが観測された後にキロノバ（マクロノバ）が発見された。このように重力波と同期したX線突発天体を発見し、多波長で追観測することで、中性子星合体によるブラックホール誕生のような極限時空環境での物理現象が解明されることが期待される。HiZ-GUNDAMでは、X線突発天体の検出から104秒以内に可視光から近赤外線領域で観測することで、GRBの直後に発生する相対論的ジェットと、これによって生じる「コクーン」と呼ばれる繭状構造の存在を検証する。

## 搭載機器
広範囲X線モニター
1.2ステラジアンの広い視野を持つX線（0.4 - 4 k電子ボルト）検出器で、遠方のガンマ線バーストの検出に使用される。NASAのガンマ線バースト観測衛星ニール・ゲーレルス・スウィフト天文台（旧称:スウィフト）のガンマ線望遠鏡 BAT (Burst Alert Telescope) に比べて1.5 - 2桁高感度となる。
可視光・近赤外線望遠鏡
口径30 cmのグレゴリー式望遠鏡で、可視光から近赤外線の領域の4バンド（0.5 - 0.9マイクロメートル (μm) 、0.9 - 1.5 μm、1.5 - 2.0 μm、2.0 - 2.5 μm）を同時に測光する。これにより、z<12（約4億歳の宇宙）まで測定可能となる。